# Macropus agilis
El ualabí ágil (Macropus agilis) es una especie de mamífero diprotodonto de la familia Macropodidae. Se encuentra en Australia (noreste de Australia Occidental, Territorio del Norte y Queensland), en el sur de Nueva Guinea y en las islas d'Entrecasteaux y Trobriand.

## Subespecies
Se reconocen las siguientes subespecies:
- Macropus agilis agilis
- Macropus agilis jardinii
- Macropus agilis nigrescens
- Macropus agilis papuanus